# Eyalat de Temeşvar
L'Eyalat de Temesvár (turc otomà: ایالت تمشوار; Eyālet-i Tımışvār, ایالت تمشوار; Eyālet-i Tımışvār), conegut com Eyalat de Yanova després de 1658, era una unitat administrativa de primer nivell (eyalat) de l'Imperi otomà situada a la regió del Banat, Europa central.
A més de Banat, la província també incloïa una àrea al nord del riu Mureș, part de la regió de Crișana. El seu territori ara està dividit entre Hongria, Romania i Sèrbia. La seva capital era Temeşvar (romanès: Timișoara).

## Noms

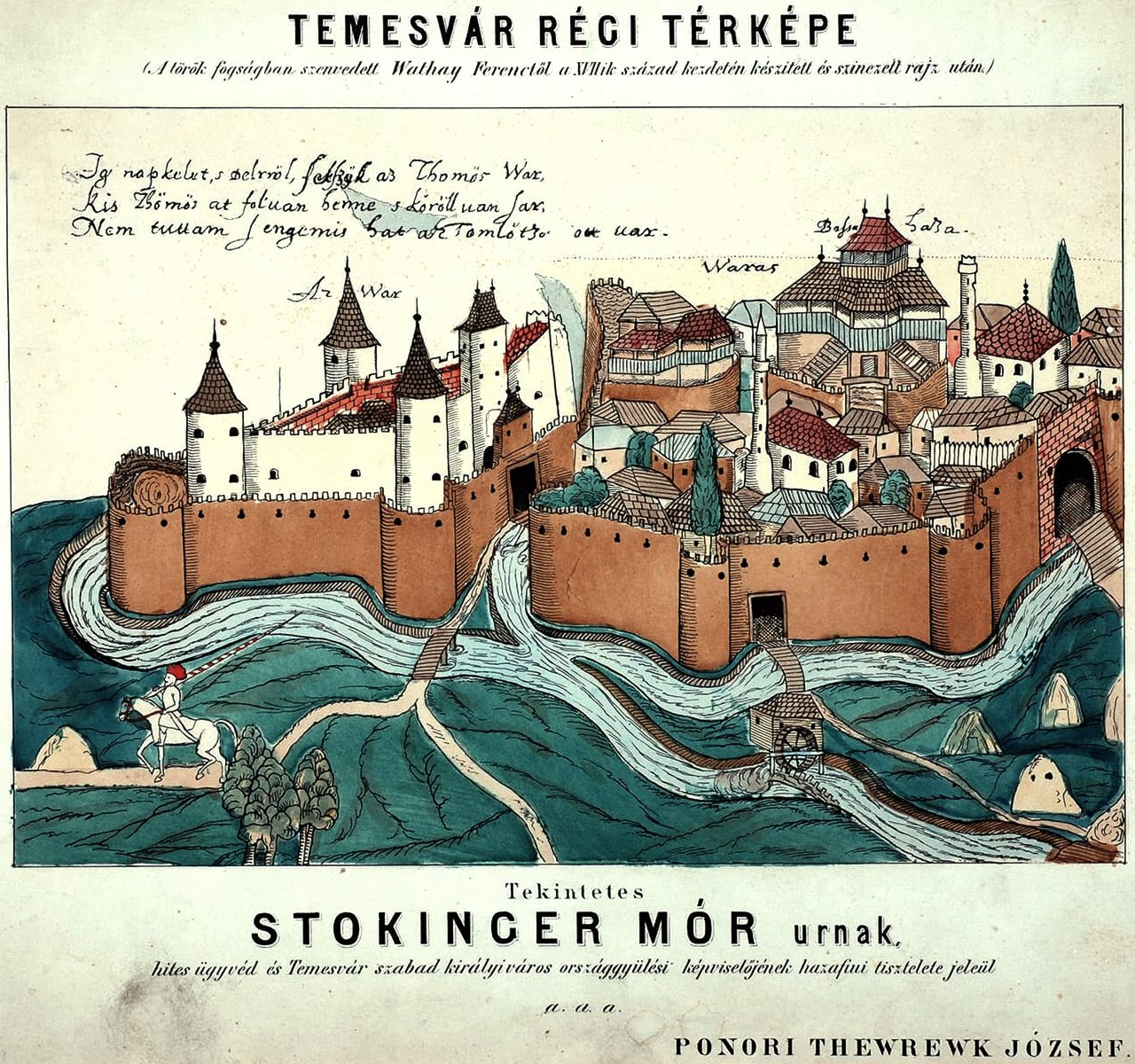
Temeşvar (Timișoara) el 1602.

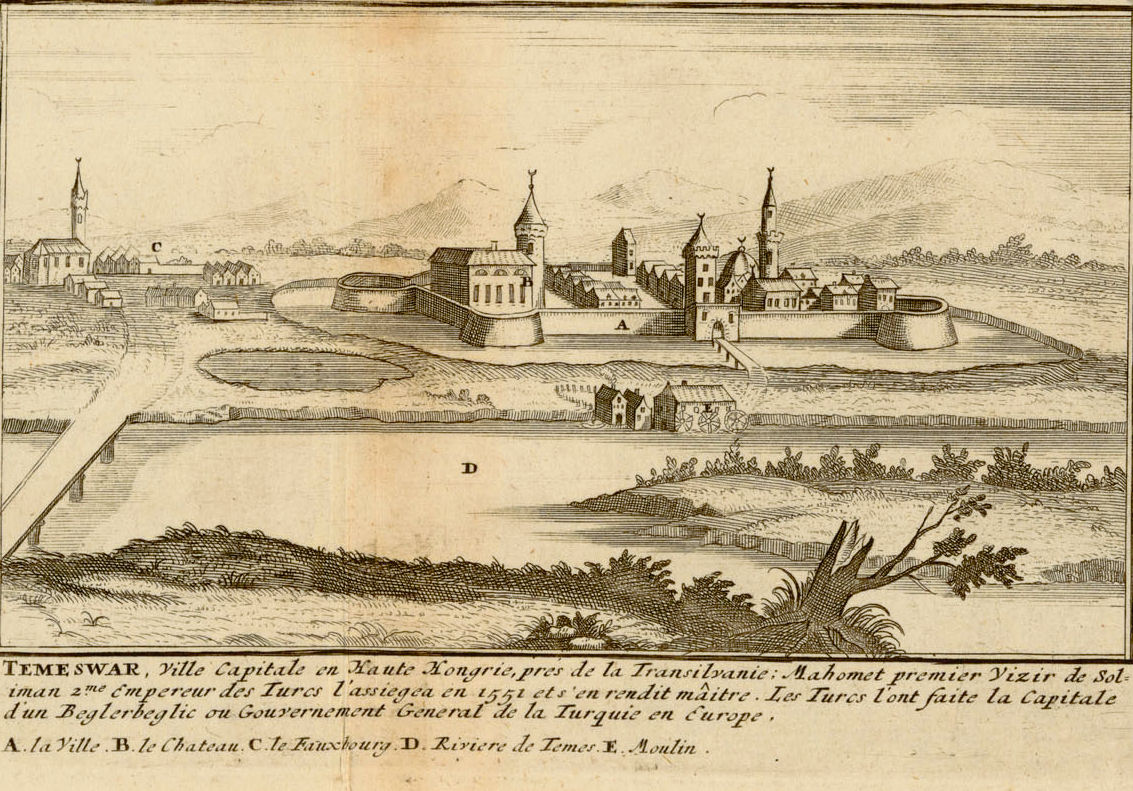
Mesquites famoses a la ciutat de Timișoara, Romania l'any 1656.

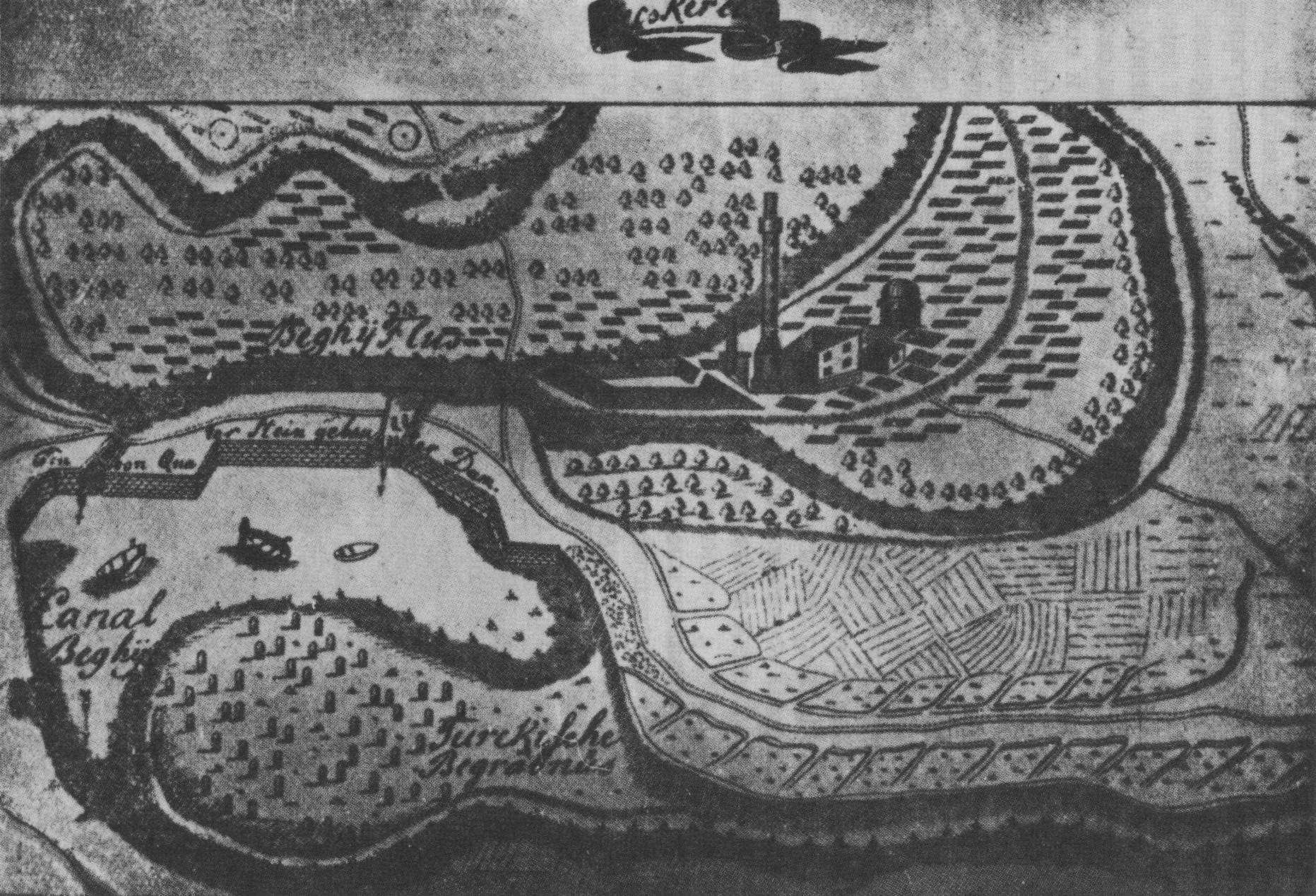
Beçkerek (Bečkerek) el 1697/98.

El nom de la província en turc otomà era eyalet-i Temesvár o eyalet-i Tımışvar (en turc modern: Temesvár Eyaleti o Tamışvar Eyaleti), en hongarès era Temesvári vilajet, en romanès va ser Eialetul Timisoarei o Paşalâcul Timişoara, en serbi va ser Темишварски ејалет o Temišvarski ejalet. La província va rebre el seu nom de la seva seu administrativa, Temeşvar. El nom turc Temeşvar es dona després de l'hongarès, Temesvár que significa "Castell al Timiș" (riu).

## Història
L'eyalat de Temeşvar es va formar el 1552, quan el castell hongarès de Temesvár defensat per la tropa de István Losonczy va ser capturat per les tropes otomanes dirigides per Kara Ahmad Paixà el 26 de juliol de 1552 i va existir fins al 1716, quan va ser conquistat per la Monarquia Habsburg. L'eyalat estava dirigit per un vali (governador) o beglerbegi (a vegades amb la posició de paixà o visir), la residència del qual estava en l'antic castell de Hunyadi a Temeşvar. El 1718, els Habsburg van formar una nova província en aquesta regió, anomenada Banat de Temeswar després de la seva victòria en la guerra austro-turca (1716-1718) i la signatura del Tractat de Passarowitz.

## Governadors
- Kazim-bey o Gazi Kasim-pasha (1552-1554)[3]
- Hasan-pasha (1594)[4]
- Sofi Sinan-pasha (1594)[5]
- Hasan-pasha, el més jove (1594)[6]
- Mustafa Pasha (juliol de 1594)
- Dželalija Hasan-paša (1604-1605)
- Ahmed-paša Dugalić (1605-?)
- Ibrahim-pasha (1687)[7]
- Ibrahim-pasha (1701-)[8]